# 潔姆芮·白塞爾
潔姆芮·白塞爾（土耳其語：Cemre Baysel，1999年2月5日—），為土耳其女演員及模特兒。

## 早期生活
Cemre於1999年2月5日出生於土耳其伊茲密爾。她的母係來自尚勒烏爾法，父系在鄂圖曼帝國衰落期間從巴爾幹地區搬來。高中畢業於 Buca Işılay Saygın 美術高中繪畫系，而大學畢業於愛琴海大學的藝術教學系。

## 演藝經歷
15歲時，Cemre在喜劇影集《綠色大海》中首度亮相，並擔任配角出道。
隨後，她於2017年出演犯罪片《İsimsizler》，接著在歷史劇《末代蘇丹》中飾演"Firuze"一角。2018年至2019年間，她因在《別放開我的手》中飾演"Melis Çelen"一角而聲名鵲起。
2020年，她在電視劇《我的另一面》中首度擔綱主演，與埃姆雷·貝伊 (Emre Bey) 共同出演，兩人曾於《別放開我的手》合作。2021年，她在浪漫喜劇劇集《命運遊戲》中主演"Ada"一角，與艾塔奇·沙什馬茲有精采對手戲。

## 個人生活

### 感情
Cemere於2021年拍攝戲劇《命運遊戲》期間，與男主角艾塔奇·沙什馬茲交往，兩人於2022年9月分手，結束長達一年多的戀情。
2024年7月10日，Cemre與艾塔奇·沙什馬茲被媒體拍到牽手畫面，在網上引起熱議；艾塔奇·沙什馬茲於個人社群平台X發佈26歲的慶生照，並感謝大家的祝福，Cemre也在其貼文下方留言：「Asıl sen iyi ki varsın.」（很高興有你在），間接證實兩人復合消息。

## 作品列表

### 電視劇
| 首播年份 | 戲名             | 戲名   | 播放平台 | 角色          | 備註     |
| 首播年份 | 譯名             | 原文名 | 播放平台 | 角色          | 備註     |
| 2014年   | 綠色大海         |        | TRT 1    | Gonca Makasçı | 配角     |
| 2017年   | 未知             |        | Kanal D  | Gülperi       | 配角     |
| 2017年   | 《末代蘇丹》     |        | TRT 1    | Firuze        | 配角     |
| 2018年   | 《別放開我的手》 |        | TRT 1    | Melis Çelen   | 配角     |
| 2020年   | 《拉莫》         |        | Show TV  | Fatoş         | 配角     |
| 2020年   | 《我的另一面》   |        | Star TV  | Biricik Ergün | 主演     |
| 2021年   | 《命運遊戲》     |        | Kanal D  | Ada Tözün     | 主演     |
| 2022年   | 未知             |        | Kanal D  | Kendisi       | 特別出演 |
| 2022年   | 《更勝一籌》     |        | Fox      | Efsun Armağan | 主演     |
| 2022年   | 《輕叩心扉》     |        | Fox      | Kendisi       | 特別出演 |
| 2022年   | 未知             |        | TV8      | Kendisi       | 特別出演 |
| 2023年   | 《匿愛迷情》     |        | Star TV  | İncila        | 主演     |

### 網路劇
| 首播年份 | 戲名               | 戲名   | 播放平台 | 角色  | 備註 |
| 首播年份 | 譯名               | 原文名 | 播放平台 | 角色  | 備註 |
| 2023年   | 《曠野迷案第二季》 |        | BluTV    | Sevda | 主演 |

### 電影
| 上映年份 | 電影名稱 | 電影名稱 | 角色        | 備註 |
| 上映年份 | 譯名     | 原文名   | 角色        | 備註 |
| 2023年   | 未知     |          | Yaz Akdeniz | 主演 |

### 雜誌拍攝
註：以下資料整理自潔姆芮·白塞爾的Instagram官方帳戶。
| 雜誌名稱      | 國家地區 | 年份   | 期數   | 合作藝人        | 備註     |
| Women’s Shine | 土耳其   | 2021年 | 1月號  | 不適用          | 封面人物 |
| MOODBOARD MAG | 土耳其   | 2021年 | 6月號  | 不適用          | 封面人物 |
| Alem Dergisi  | 土耳其   | 2021年 | 9月號  | 艾塔奇·沙什馬茲 | 封面人物 |
| ALL Magazine  | 土耳其   | 2021年 | 10月號 | 不適用          | 封面人物 |
| Elele Dergisi | 土耳其   | 2022年 | 7月號  | 不適用          | 封面人物 |
| Episode Dergi | 土耳其   | 2022年 | 9月號  | 布拉克·切利克   | 封面人物 |
| RE TOUCH mag  | 土耳其   | 2023年 | 2月號  | 不適用          | 封面人物 |
| Vogue Beauty  | 土耳其   | 2023年 | 12月號 | 不適用          | 封面人物 |

## 獎項與提名
| 年份   | 頒獎典禮                              | 獎項                                       | 入圍作品     | 結果 | 來源          |
| 2021年 | 第7屆伊斯坦堡大學金61獎               | 年度最佳浪漫喜劇演員                       | 《命運遊戲》 | 獲獎 | [ 9 ]         |
| 2021年 | 第47屆金蝴蝶獎                        | 閃耀之星                                   | 《命運遊戲》 | 獲獎 | [ 10 ] [ 11 ] |
| 2021年 | 第47屆金蝴蝶獎                        | 最佳浪漫喜劇女演員                         | 《命運遊戲》 | 提名 |               |
| 2021年 | 第47屆金蝴蝶獎                        | 電視劇類最佳螢幕情侶 （與艾塔奇·沙什馬茲） | 《命運遊戲》 | 提名 | [ 12 ]        |
| 2022年 | 6th Girls Ask Best of the Year Awards | 年度最佳女星                               | 《命運遊戲》 | 獲獎 | [ 13 ]        |

## 外部連結
- 潔姆芮·白塞爾於Talento Menajerlik的簡介 （页面存档备份，存于）（土耳其文）
- 潔姆芮·白塞爾的Instagram帳戶（土耳其文）
- 潔姆芮·白塞爾的X（前Twitter）（土耳其文）